# فرودگاه بین‌المللی فوز دو ایگواسو
فرودگاه بین‌المللی فوز دو ایگواسو (به انگلیسی: Foz do Iguaçu International Airport) (به زبان بومی: Aeroporto Internacional de Foz do Iguaçu/Cataratas) یک فرودگاه همگانی مسافربری با کد یاتا IGU است که یک باند فرود آسفالت دارد و طول باند آن ۲۲۰۰ متر است. این فرودگاه در کشور برزیل قرار دارد و در ارتفاع ۲۳۹ متری از سطح دریا واقع شده است.

## شرکت‌های هواپیمایی و مقصدهای پروازی
| شرکت‌های هواپیمایی     | مقصدهای پروازی                                                                          |
| --------------------- | --------------------------------------------------------------------------------------- |
| اویانکا برزیل         | سائو پائولو گوارولوس، ریو دوژانیرو گالیائو                                              |
| آزول برزیلین ایرلاینز | تانکردو نوس، ویراکوپوس-کامپیناس، آفونسو پنا، سلگدو فیلهو                                |
| گول ایر ترنسپورت      | آفونسو پنا، ریو دوژانیرو گالیائو، کونگونیاس-سائو پائولو، سائو پائولو گوارولوس, Maceio   |
| تام ایرلاینز          | برازیلیا، آفونسو پنا، ریو دوژانیرو گالیائو، کونگونیاس-سائو پائولو، سائو پائولو گوارولوس |
| لان پرو               | خورخه چاوز                                                                              |